# Nzema (peuple)
 (août 2018).
Si vous disposez d'ouvrages ou d'articles de référence ou si vous connaissez des sites web de qualité traitant du thème abordé ici, merci de compléter l'article en donnant les références utiles à sa vérifiabilité et en les liant à la section « Notes et références ».
Pour les articles homonymes, voir Nzema et Apollo.

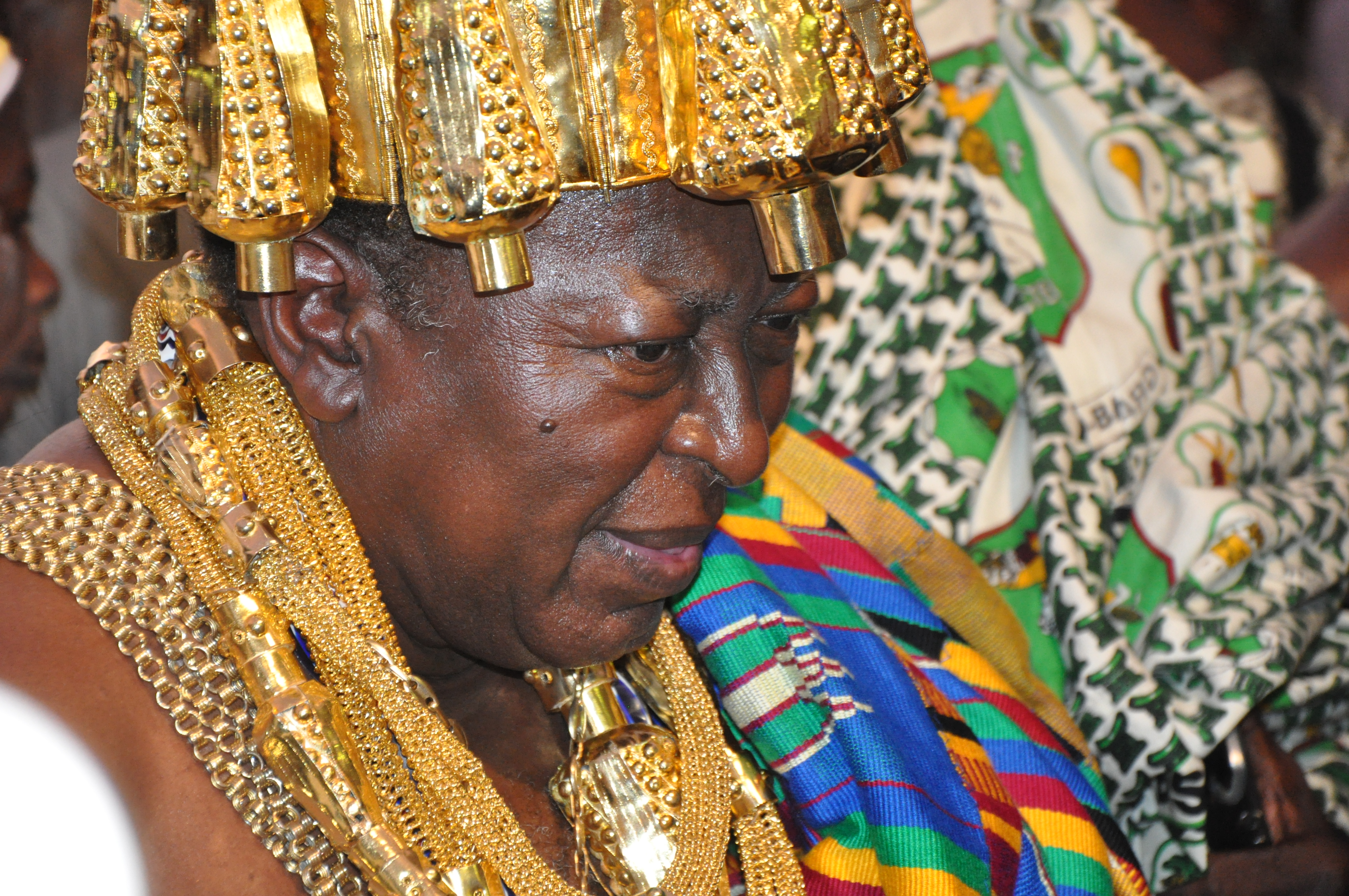
Le roi des Nzema arborant ses bijoux.

Les Nzema (N'zima) appelé aussi Apolloniens sont un peuple Akan de Côte d'Ivoire et du Ghana, et singulièrement du sous-groupe des Akan lagunaires.
Ils ont pour symbole totémique le porc-épic, ce peuple ayant pour dénomination le terme de kɔtɔkɔ (kôtôkô, le porc-épic en langue ashanti). 

## Ethnonymie
- Selon les sources et le contexte, on rencontre différentes formes : appelés Amanahya par les Portugais
- Apolloniens, Apolo/Appolo par les explorateurs européens
- Asôkô/Assôkô par les Baoulé,
- Zéma/Zimba par les Mandé.

N'zima (mi zi ma) veut dire « je sais compter », un nom attribué en relation avec leur sens poussé du commerce dont ils avaient le monopole absolu sur la côte.

## Histoire
En contact avec les Européens depuis le XVe siècle, principalement les Portugais, les Néerlandais, les Anglais et les Français, les Nzema sont les premiers à occuper le littoral. Ils dominent les zones d'Assinie et Grand-Bassam avant d'étendre leur influence dans les lagunes à l'est et au nord-est de la Côte d'Ivoire. Les Nzema fondent Grand-Bassam (qui deviendra la première capitale de Côte d'Ivoire en 1893), dont le nom est issu de l'expression bazouam, qui signifie « aide moi à porter ma charge ».
Les Portugais Soeiro da Costa et Duarte Pacheco Pereira mentionnent aux XIVe et XVe siècles le commerce pratiqué par ce peuple. Aniaba, le roi Kyeana, le roi Aka Ezani, le roi Adjiri d'Assinie étaient des Nzema.
C'est un des rois nzema, le roi Peter, qui signe le premier traité le 19 février 1842 avec la France représentée par Charles Philippe de Kerhallet et Alphonse Fleuriot de Langle. Le roi Peter, qui régna de 1830 en 1854, était lui-même le petit fils du roi Amon, de la famille des N'djua, Ahua ou Mahilé.

## Langue
Ils parlent le nzema, une langue kwa.

## Société

### Organisation
Il y a sept familles chez les Nzema, chacune avec son symbole et sa fonction dans le groupe : les N'djua, Ahua ou Mahilé (le feu et le chien), les Ezohile (l'eau, le riz, le corbeau) les N'vavile (dépositaire de la fête de l'Abissa, le maïs) , les Adahonlin (la graine palmiste, le perroquet), les Alonhomba (le vin de palme, le raphia , l'aigle), les Azanhoulé (l'igname et la flûte traditionnelle) et les Mafolé (l'or et l'argent).
Le roi des N`zima Kotoko est Nanan Awoula Amon Tanoé en 2016.

### Rite funéraire
Les rites funéraires chez les Nzema sont un des fondements de la culture nzema. Les rites funéraires sont des occasions de retrouvailles des 7 familles qui dans un élan de solidarité procèdent à " l'assié " "dons". Chez les Nzema, les morts ne sont jamais morts car leurs esprits veillent sur les familles et les progénitures.

### Abissa

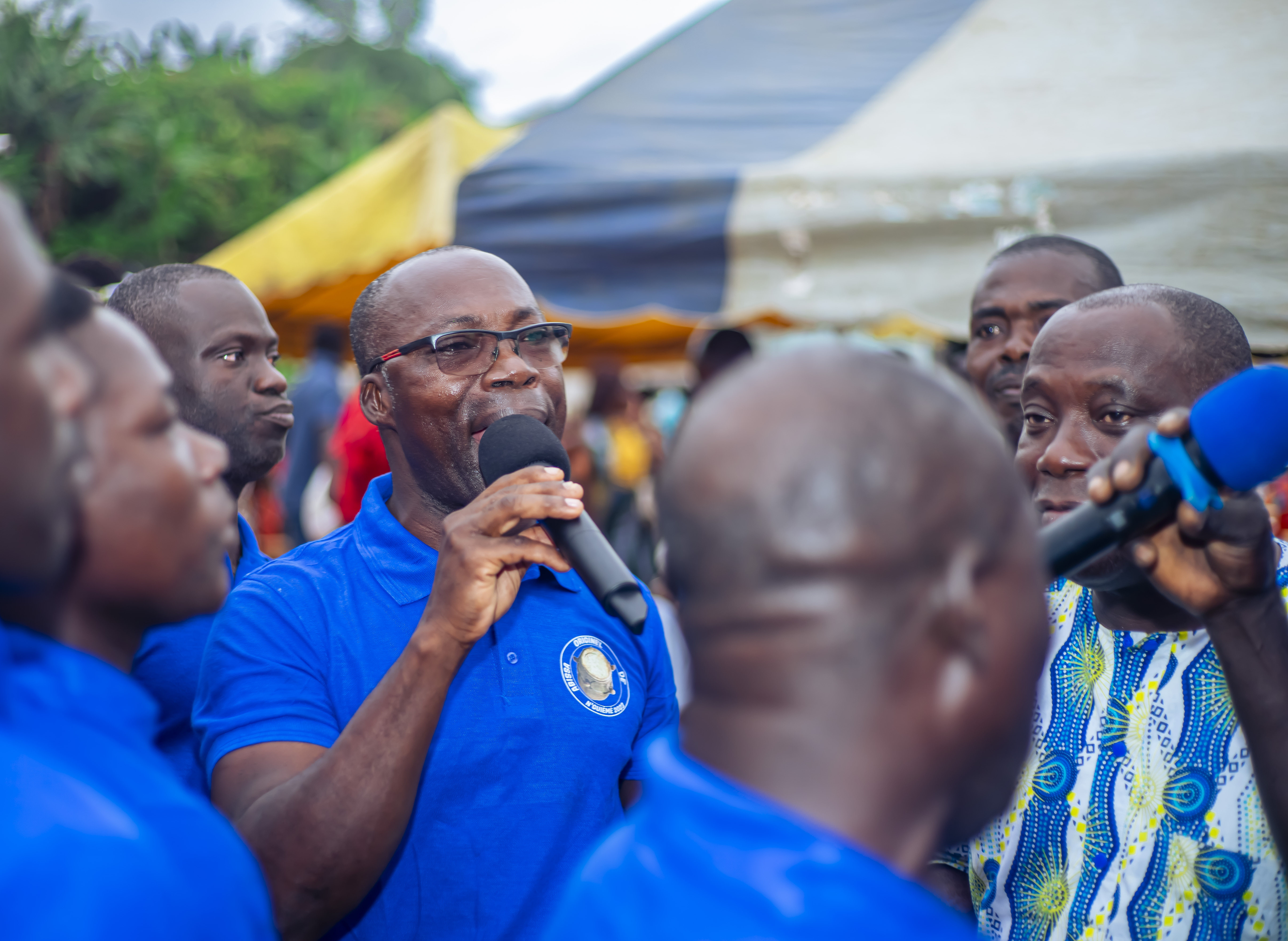

Scène de l'Abissa
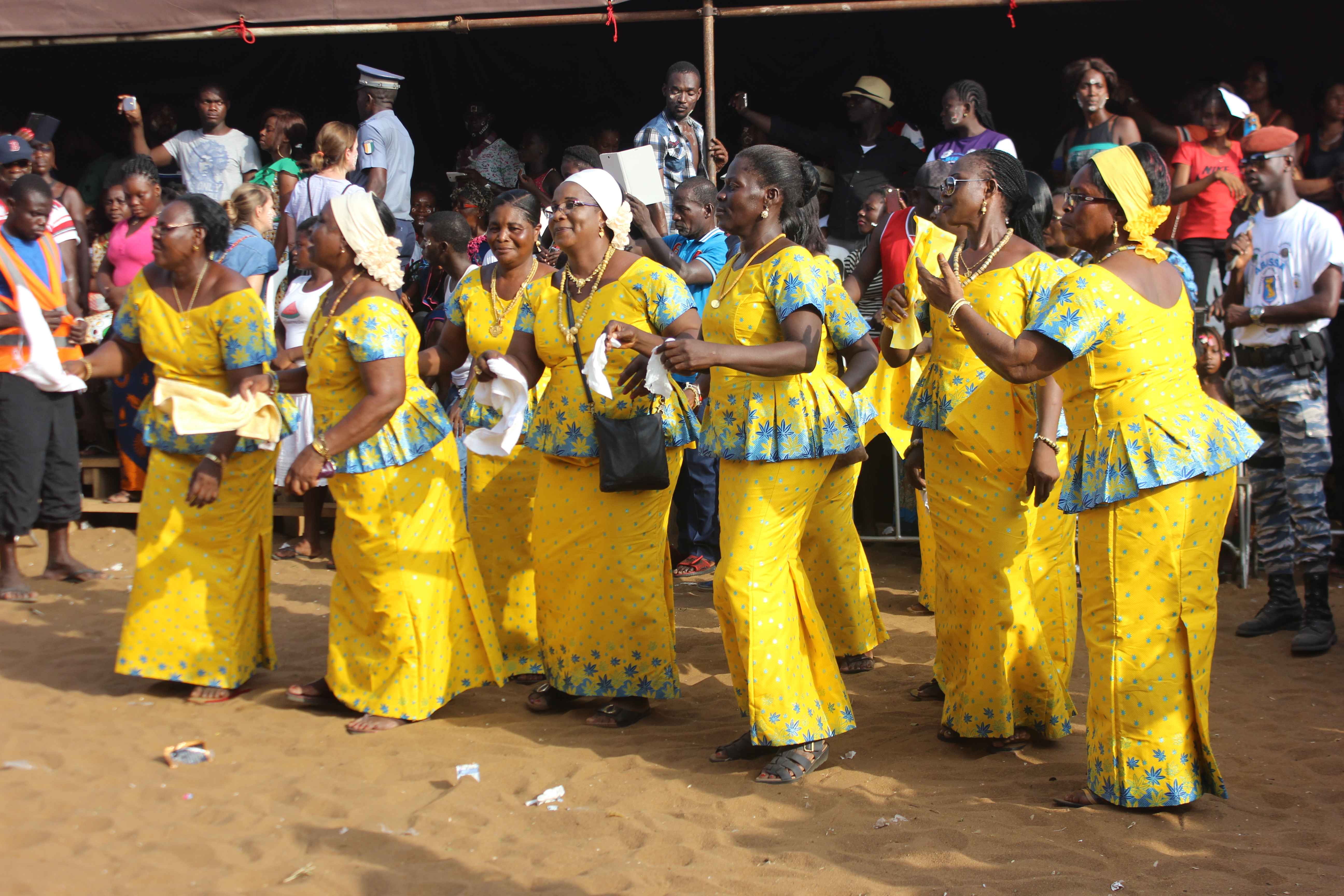
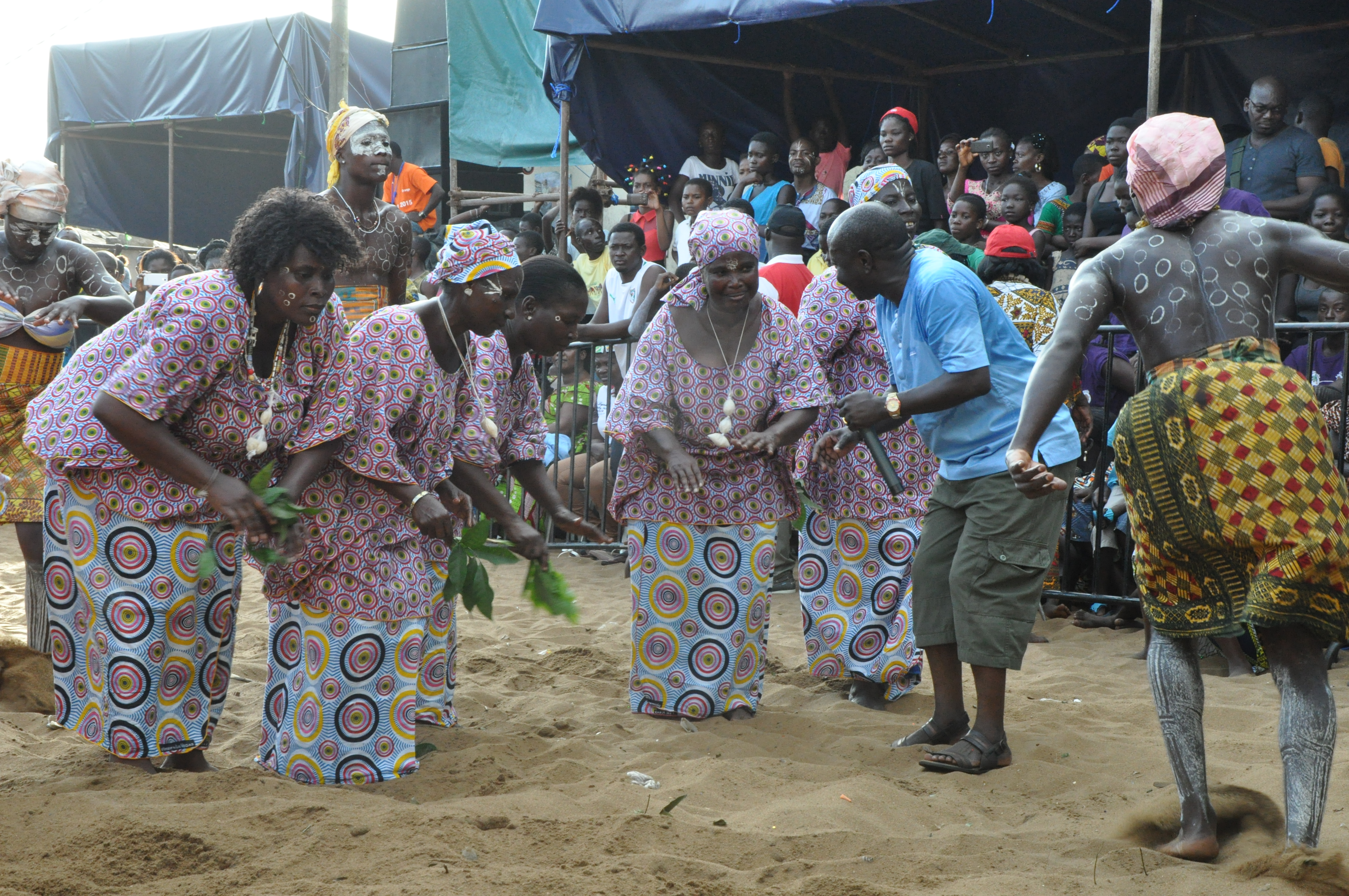
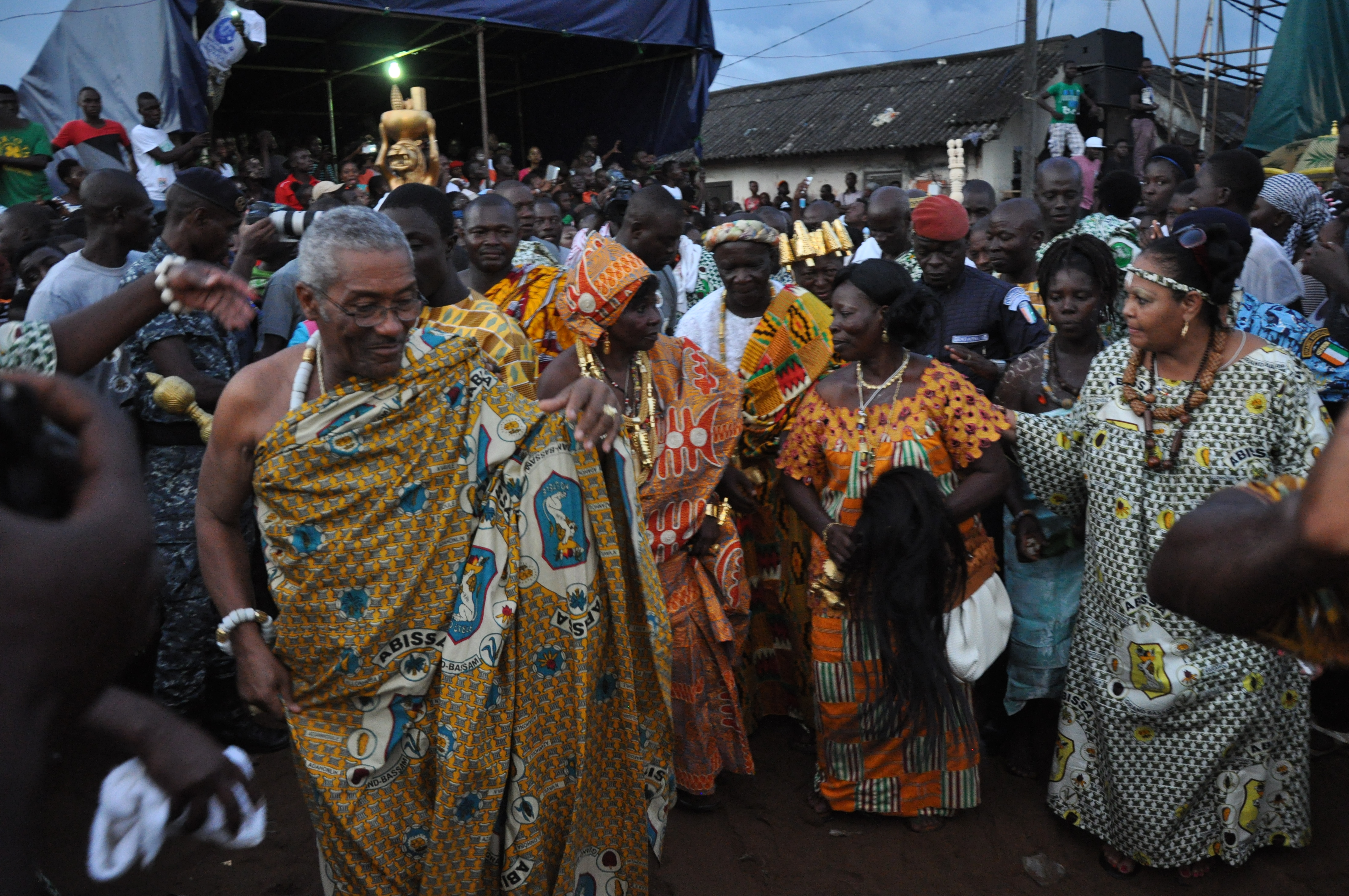
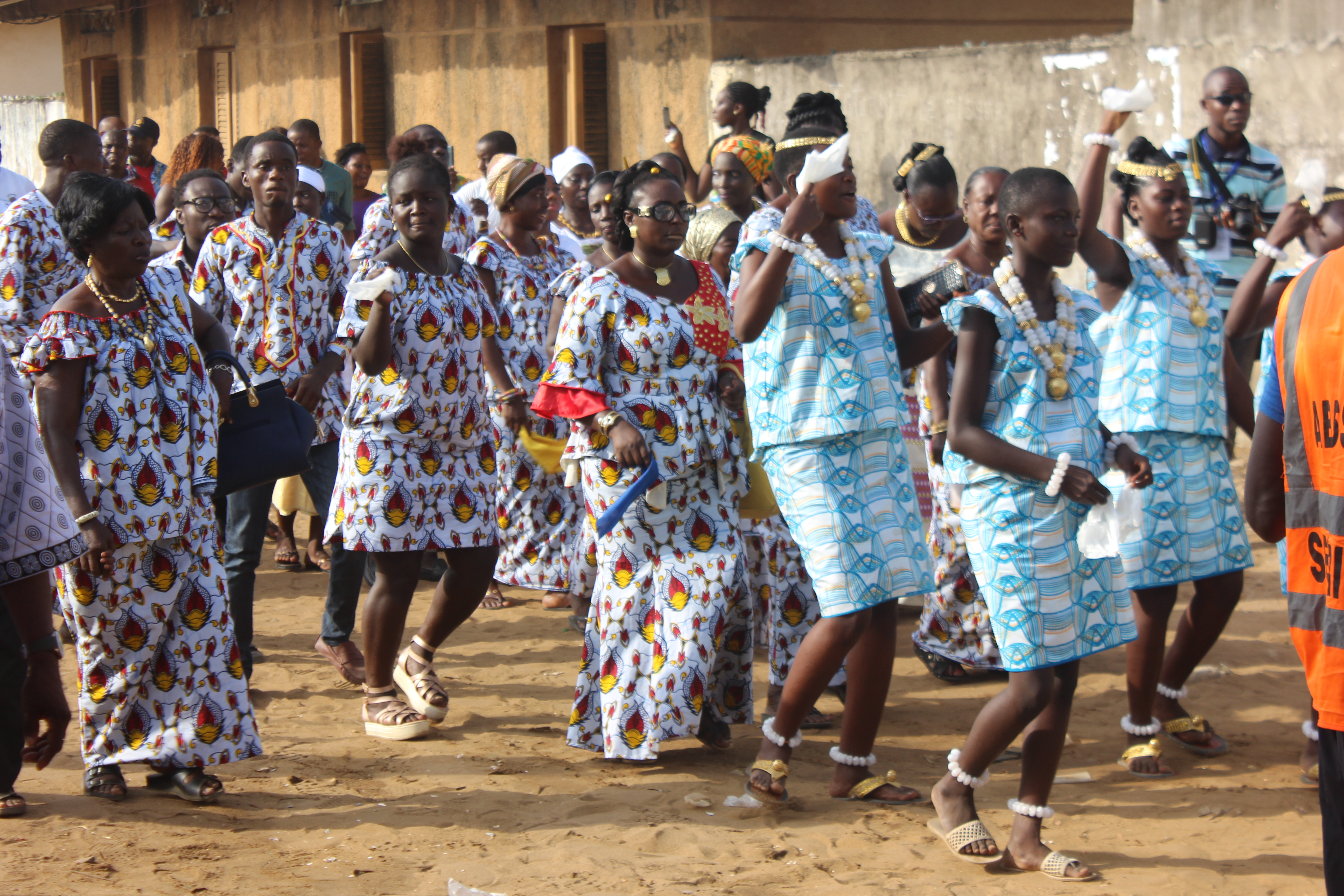
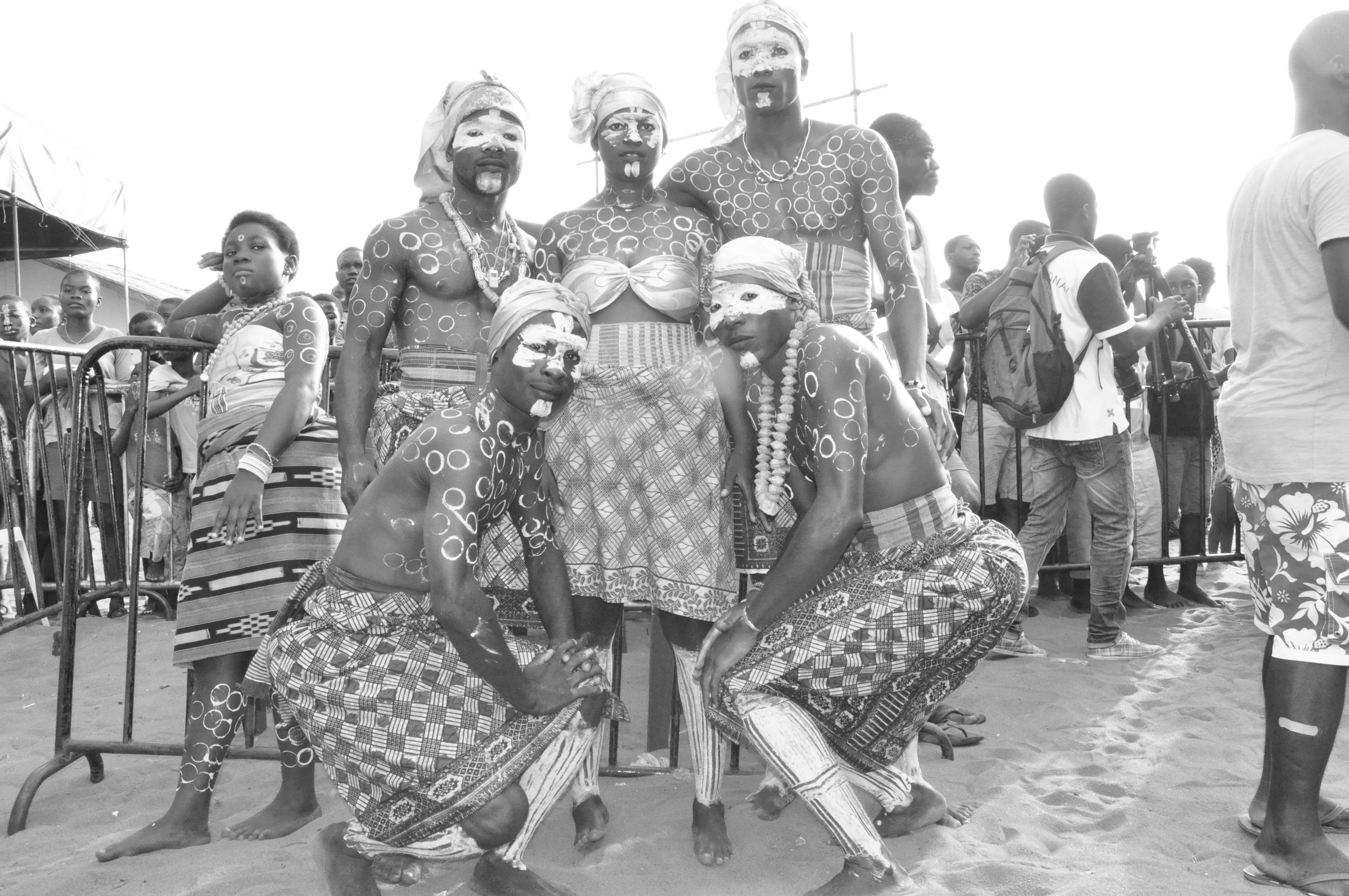

## Personnalités
- Maame Harris Tani, figure religieuse[5]
- Jean-Baptise Mockey, figure politique de premier plan après l'indépendance.
- Marie Béatrice Abréma épouse Kétouré, première femme originaire de la colonie de Côte d'Ivoire à braver les préjugés coloniaux en obtenant son permis de conduire et en conduisant une voiture
- Kwame Nkrumah, premier président du Ghana et figure majeure du mouvement panafricain.